# 剱持英紀
剱持 英紀（けんもち ひでき、1961年 - ）は、日本の陸上競技選手、陸上競技指導者、スポーツトレーナー。元110mハードル日本記録保持者（1983年 - 1991年）。現在は、ken pro athletic代表・KENスポーツアカデミー学院長・KEN整体クリニック・スポーツクリニック院長を務める。群馬県出身。群馬県立中之条高等学校・筑波大学体育専門学群卒業。筑波大学大学院修了。

## 来歴
中之条高校、筑波大学、デサントを通じ、日本ハードル界の中心選手として活躍。
1978年、福島インターハイ男子110mJHで14秒50を出して準優勝。日韓高校陸上では14秒44の群馬県高校新記録を樹立した。1983年9月17日、日本歴代2位となる14秒09の好タイムを叩き出した。1983年10月23日、13秒9の手動計時日本最高記録を樹立した。
引退後はデサントを退職し、山梨県教育委員会、山梨県立甲府南高等学校教諭などを経て、ken pro athletics代表、KENスポーツアカデミー学院長、KEN整体クリニック・スポーツクリニック院長を務めている。日本ホッケー連盟オリンピック強化フィジカルコーチ、日本陸上競技連盟強化コーチ、日本陸上競技連盟強化委員、法政大学ホッケー部フィジオなどの要職も歴任している。 その後2013年まで山梨学院附属高校の指導者として活躍しながら「骨のストレッチ」というストレッチを考案している。
2013年4月、教え子だった女子高校生に乱暴しようとしたとして逮捕された。2014年5月27日、懲役5年の判決を受けた。

## 主な著作物
- ジュニア陸上 スプリント編　VOL.7「ハードル1」（ソーケン・ネットワーク）監修
- ジュニア陸上 スプリント編　VOL.8「ハードル2」（ソーケン・ネットワーク）監修
- ジュニア陸上 スプリント編　VOL.9「ハードル3」（ソーケン・ネットワーク）監修
- ジュニア陸上 スプリント編　VOL.10「ハードル4」 （ソーケン・ネットワーク）監修
- '95 Jr.コーチングクリニック（ソーケン・ネットワーク）